# PL-10
De PL-10 (Chinees schrift: 霹雳-10, Hanyu pinyin: Pī Lì-10, "Bliksem-10", NAVO-codenaam: CH-AA-9, vroeger bekend als PL-ASR, PiLi-Advanced Short Range)
is een Chinese lucht-luchtraket voor korte afstand met infraroodcamera ofwel actieve radar.

## Geschiedenis
Ze is ontworpen door Dr. Liang Xiaogeng (梁晓庚) van het Luoyang Electro Optical Center, Instituut 612, in 2002 hernoemd tot China Air-to-Air Guided Missile Research Institute (中国空空导弹研究院)
Ontwikkeling begon in 2004, afbeeldingen verschenen in 2008, het ontwerp werd in 2010 goedgekeurd na 30 geslaagde tests, productie begon in 2013, in 2015 vloog een Chengdu J-20 ermee en in 2016 schoot een Chengdu J-10C er een spionageballon mee neer.

## Ontwerp
De PL-10 zoekt zijn doel met een infraroodcamera van 128 x 128 pixels van 90° die onverstoorbaar is door antiradarsneeuw, lichtkogels of elektronische oorlogvoering.
Gegevens over het doelwit kunnen tijdens de vlucht veranderd worden met een datalink. De piloot kan dat met zijn helm doen.
De raket stuurt met staartvinnen en met stuwstraalbesturing.

## Beoordeling
Het Royal United Services Institute acht de PL-10 vergelijkbaar met de AIM-132 ASRAAM en de IRIS-T raketten en beter dan de AIM-9 SidewinderX. Justin Bronk acht de PL-10 even goed als westerse raketten en beter dan Russische.

## Varianten
- PL-10: Origineel
- PL-10E: Exportversie, mogelijk voor Pakistan.
- PL-10 Actieve Radar: een kleine actieve radar in plaats van de infraroodcamera. Als hetzelfde vliegtuig tegelijk een infrarood en een radargeleide PL-10 naar een doelwit lanceert, dan is de kans groter dat een van beide doel treft. Actieve radar werkt ook in regen of mist.[5]